# Colligny
Colligny korábbi község Franciaországban, Moselle megyében. Lakosainak száma 394 fő (2018. január 1.). Colligny Courcelles-Chaussy, Laquenexy, Maizery, Marsilly, Ogy és Pange községekkel határos.
2016. június 1-jén  Maizery korábbi községgel egyesült és az így létrejött Colligny-Maizery új község része lett.

## Népesség
A település népességének változása:
| Lakosok száma | 96   | 106  | 116  | 254  | 323  | 307  | 377  | 591  | 395  | 394  |
|               | 1962 | 1968 | 1975 | 1990 | 1999 | 2008 | 2013 | 2016 | 2017 | 2018 |